# عيد الاستقلال

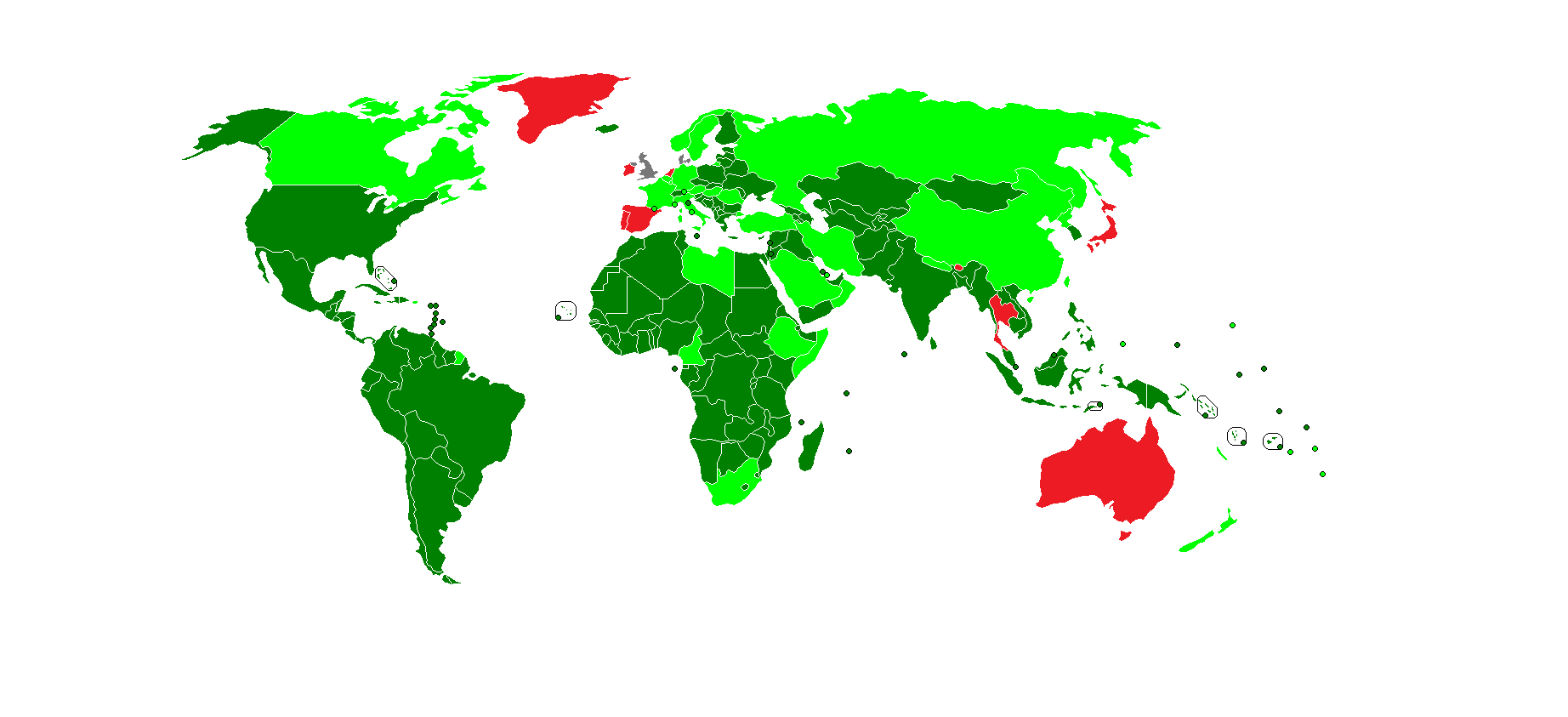
العيد الوطني المتعلق بالاستقلال
يوم وطني
لا يوجد يوم وطني رسمي
سبب آخر لليوم الوطني

عيد الاستقلال هو تاريخ من كل عام يحتفل بها الشعوب والدول بمناسبة مرور أعوام على الاستقلال أي استعادة الحرية من استعمار أجنبي أو وصاية خارجية. وهو تذكير للأجيال الناشئة بمدى معاناة الآباء من أجل الحصول على الحرية وغرس روح المواطنة وحب الوطن في قلوبهم. تقوم معظم الدول باتخاذ هذا اليوم كعطلة رسمية وطنية. يشمل هذا اليوم عادة على تنظيم طوابير عسكرية، وإطلاق الألعاب النارية، وأداء الرقصات الشعبية.

## القائمة
تشمل القائمة التالية المراقب الحالي والدول الأعضاء في الأمم المتحدة التي لديها عطلات عامة مخصصة لتأسيس استقلال البلاد أو سيادتها من قوة أجنبية. لا تضم القائمة أيامًا لإحياء ذكرى تغييرات النظام (على سبيل المثال، أيام الثورة المختلفة أو أيام الجمهورية)، أو أيام الاحتفال بذكرى تحريرها من قوة عسكرية محتلة (أيام التحرير أو أيام النصر)، أو أيام وطنية أخرى غير مرتبطة بإقامة الاستقلال.
| الدولة                      | اسم العطلة                     | تاريخ العطلة        | حدث الاستقلال                                                                                             |
| --------------------------- | ------------------------------ | ------------------- | --- |
| أفغانستان                   | يوم الاستقلال الأفغاني         | أغسطس 19            | استقلت عن المملكة المتحدة عام 1919.                                                                       |
| ألبانيا                     | يوم الاستقلال                  | نوفمبر 28           | استقلت عن الدولة العثمانية عام 1912.                                                                      |
| الجزائر                     | عيد استقلال الجزائر            | يوليو 5             | استقلت عن فرنسا عام 1962.                                                                                 |
| أنغولا                      | يوم أنغولا                     | نوفمبر 11           | استقلت عن البرتغال عام 1975.                                                                              |
| أنتيغوا وباربودا            | يوم الاستقلال                  | نوفمبر 1            | استقلت عن المملكة المتحدة عام 1981.                                                                       |
| الأرجنتين                   | إعلان الاستقلال الأرجنتيني     | يوليو 9             | استقلت عن إسبانيا عام 1816.                                                                               |
| أرمينيا                     | عيد الجمهورية                  | مايو 28             | استقلت عن الإمبراطورية الروسية عام 1918.                                                                  |
| أرمينيا                     | يوم الاستقلال                  | سبتمبر 21           | استقلت عن الاتحاد السوفيتي عام 1991.                                                                      |
| أذربيجان                    | عيد الاستقلال الوطني لأذربيجان | أكتوبر 18           | استقلت عن الإمبراطورية الروسية في عام 1918 وإعلان الجمهورية.                                              |
| جزر البهاما                 |                                | يوليو 10            | استقلت عن المملكة المتحدة عام 1973.                                                                       |
| البحرين                     |                                | أغسطس 15            | استقلت عن المملكة المتحدة عام 1971.                                                                       |
| بنغلاديش                    |                                | مارس 26             | استقلت عن باكستان عام 1971.                                                                               |
| باربادوس                    |                                | نوفمبر 30           | استقلت عن المملكة المتحدة عام 1966.                                                                       |
| بيلاروس                     |                                | يوليو 3             | تحرير مينسك من الاحتلال الألماني من قبل الجنود السوفيت عام 1944.                                          |
| بلجيكا                      |                                | يوليو 21            | أول قسم لملك بلجيكا عام 1831.                                                                             |
| بليز                        |                                | سبتمبر 21           | استقلت عن المملكة المتحدة عام 1981.                                                                       |
| بنين                        |                                | أغسطس 1             | استقلت عن فرنسا عام 1960.                                                                                 |
| بوليفيا                     |                                | أغسطس 6             | استقلت عن إسبانيا عام 1825.                                                                               |
| لاوس                        |                                | نوفمبر 9            | استقلت عن فرنسا عام 1953.                                                                                 |
| البوسنة والهرسك             |                                | مارس 1              | استقلت عن يوغسلافيا عام 1992.                                                                             |
| بوتسوانا                    |                                | سبتمبر 30           | استقلت عن المملكة المتحدة عام 1966.                                                                       |
| البرازيل                    |                                | سبتمبر 7            | استقلت عن البرتغال عام 1822.                                                                              |
| بروناي                      |                                | يناير 1             | استقلت عن المملكة المتحدة عام 1984.                                                                       |
| بلغاريا                     |                                | سبتمبر 22           | استقلت عن الدولة العثمانية عام 1908.                                                                      |
| بوركينا فاسو                |                                | أغسطس 5             | استقلت عن فرنسا عام 1960.                                                                                 |
| بوروندي                     |                                | يوليو 1             | استقلت عن بلجيكا عام 1962.                                                                                |
| كمبوديا                     |                                | نوفمبر 9            | استقلت عن فرنسا عام 1953.                                                                                 |
| الرأس الأخضر                |                                | يوليو 5             | استقلت عن البرتغال عام 1975.                                                                              |
| جمهورية إفريقيا الوسطى      |                                | أغسطس 13            | استقلت عن فرنسا عام 1960.                                                                                 |
| تشاد                        |                                | أغسطس 11            | استقلت عن فرنسا عام 1960.                                                                                 |
| ساحل العاج                  |                                | اغسطس 7             | استقلت عن فرنسا عام 1960.                                                                                 |
| الغابون                     |                                | اغسطس 17            | استقلت عن فرنسا عام 1960.                                                                                 |
| السنغال                     |                                | ابريل 4             | استقلت عن فرنسا عام 1960.                                                                                 |
| تشيلي                       |                                | فبراير 12           | استقلت عن إسبانيا عام 1818.                                                                               |
| كولومبيا                    |                                | يوليو 20 وأغسطس 07  | استقلت عن إسبانيا عام 1810.                                                                               |
| جمهورية الكونغو الديمقراطية |                                | يونيو 30            | استقلت عن بلجيكا عام 1960.                                                                                |
| جمهورية الكونغو             |                                | أغسطس 15            | استقلت عن فرنسا عام 1960.                                                                                 |
| الكاميرون                   |                                | يناير 1             | استقلت عن فرنسا عام 1960. استقلت عن المملكة المتحدة في 1 أكتوبر عام 1961.                                 |
| كوستاريكا                   |                                | سبتمبر 15           | استقلت عن إسبانيا عام 1821.                                                                               |
| كرواتيا                     |                                | أكتوبر 8            | استقلت عن يوغسلافيا عام 1991.                                                                             |
| قبرص                        |                                | أكتوبر 1            | استقلت عن المملكة المتحدة في 16 أغسطس عام 1960.                                                           |
| جمهورية التشيك · سلوفاكيا   |                                | أكتوبر 28 نوفمبر 17 | استقلت عن الإمبراطورية النمساوية المجرية عام 1918.                                                        |
| جمهورية الدومينيكان         |                                | فبراير 27           | استقلت عن هايتي عام 1844.                                                                                 |
| تيمور الشرقية               |                                | مايو 20             | استقلت عن البرتغال عام 1975، وعن اندونيسيا عام 2002.                                                      |
| الإكوادور                   |                                | مايو 24             | استقلت عن إسبانيا في 24 مايو عام 1822 في معركة بيشينشا.                                                   |
| السلفادور                   |                                | سبتمبر 15           | استقلت عن إسبانيا عام 1821.                                                                               |
| إريتريا                     |                                | مايو 24             | استقلت عن إثيوبيا عام 1993.                                                                               |
| إستونيا                     |                                | فبراير 24           | استقلت عن روسيا عام 1918.                                                                                 |
| فيجي                        |                                | أكتوبر 10           | استقلت عن المملكة المتحدة عام 1970.                                                                       |
| فنلندا                      |                                | ديسمبر 6            | استقلت عن روسيا عام 1917.                                                                                 |
| مقدونيا                     |                                | سبتمبر 8            | استقلت عن يوغسلافيا عام 1991.                                                                             |
| غامبيا                      |                                | فبراير 18           | استقلت عن المملكة المتحدة عام 1965.                                                                       |
| جورجيا                      |                                | مايو 26 أبريل 9     | تاريخ أول جمهورية عام 1918 استقلت عن الاتحاد السوفيتي عام 1991.                                           |
| غانا                        |                                | مارس 6              | استقلت عن المملكة المتحدة عام 1957.                                                                       |
| غينيا                       |                                | أكتوبر 2            | استقلت عن فرنسا عام 1958.                                                                                 |
| غينيا بيساو                 |                                | سبتمبر 24           | استقلت عن البرتغال عام 1973.                                                                              |
| غينيا الاستوائية            |                                | أكتوبر 12           | استقلت عن إسبانيا عام 1968.                                                                               |
| اليونان                     |                                | مارس 25             | الاستقلال عن الدولة العثمانية عام 1821.                                                                   |
| غواتيمالا                   |                                | سبتمبر 15           | استقلت عن إسبانيا عام 1821.                                                                               |
| غيانا                       |                                | مايو 26             | استقلت عن المملكة المتحدة عام 1966.                                                                       |
| هايتي                       |                                | يناير 1             | إعلان الاستقلال عن فرنسا عام 1804.                                                                        |
| هاواي                       |                                | نوفمبر 28           | الاستقلال عن بريطانيا العظمى عام 1843.                                                                    |
| هندوراس                     |                                | سبتمبر 15           | استقلت عن إسبانيا عام 1821.                                                                               |
| آيسلندا                     |                                | يونيو 17            | الاستقلال عن مملكة الدنمارك عام 1944.                                                                     |
| الهند                       |                                | أغسطس 15            | استقلت عن المملكة المتحدة عام 1947.                                                                       |
| إندونيسيا                   |                                | أغسطس 17            | الحصول على الاستقلال من اليابان عام 1945.                                                                 |
| أيرلندا                     |                                | أبريل 24            | تأسيس جمهورية إيرلندا عام 1916.                                                                           |
| جامايكا                     |                                | أغسطس 6             | استقلت عن المملكة المتحدة عام 1962.                                                                       |
| الأردن                      |                                | مايو 25             | استقلت عن المملكة المتحدة عام 1946.                                                                       |
| كازاخستان                   |                                | ديسمبر 16           | استقلت عن الاتحاد السوفيتي عام 1991.                                                                      |
| كينيا                       |                                | ديسمبر 12           | استقلت عن المملكة المتحدة عام 1963.                                                                       |
| كوريا الشمالية              |                                | سبتمبر 9            | تأسيس كوريا الشمالية عام 1948.                                                                            |
| كوريا الجنوبية              |                                | أغسطس 15            | الاستقلال عن اليابان في 1945.                                                                             |
| كوسوفو                      |                                | فبراير 17           | استقلت عن صربيا 2008.                                                                                     |
| الكويت                      |                                | يونيو 19 25 فبراير  | استقلت عن المملكة المتحدة عام 1961 عيد جلوس الشيخ عبد الله السالم الصباح واضع الدستور الكويتي             |
| قرغيزستان                   |                                | أغسطس 31            | استقلت عن الاتحاد السوفيتي عام 1991.                                                                      |
| لاتفيا                      |                                | نوفمبر 18 4 مايو    | استقلت عن روسيا عام 1918.. استقلت عن الاتحاد السوفيتي عام 1990.                                           |
| لبنان                       |                                | نوفمبر 22           | استقلت عن فرنسا عام 1943.                                                                                 |
| ليسوتو                      |                                | أكتوبر 4            | استقلت عن المملكة المتحدة عام 1966.                                                                       |
| ليبيريا                     |                                | يوليو 26            | استقلت عن الولايات المتحدة عام 1847.                                                                      |
| ليتوانيا                    |                                | فبراير 16 ومارس 11  | الاستقلال عن روسيا والامبراطورية الألمانية في فبراير 1918؛ استقلت عن الاتحاد السوفيتي عام 1990.           |
| ليبيا                       |                                | ديسمبر 24 1951      | استقلت عن إيطاليا عام 1951.                                                                               |
| مدغشقر                      |                                | يونيو 26            | استقلت عن فرنسا عام 1960.                                                                                 |
| مالاوي                      |                                | يوليو 6             | استقلت عن المملكة المتحدة عام 1964.                                                                       |
| ماليزيا                     |                                | أغسطس 31            | استقلت عن المملكة المتحدة عام 1957.                                                                       |
| جزر المالديف                |                                | يوليو 26            | استقلت عن المملكة المتحدة عام 1965. join                                                                  |
| مالي                        |                                | سبتمبر 22           | استقلت عن فرنسا عام 1960.                                                                                 |
| مالطا                       |                                | سبتمبر 21           | استقلت عن المملكة المتحدة عام 1964.                                                                       |
| مصر                         |                                | يوليو 23            | ذكري ثورة يوليو 1952.                                                                                     |
| موريتانيا                   |                                | نوفمبر 28           | استقلت عن فرنسا عام 1960.                                                                                 |
| موريشيوس                    |                                | مارس 12             | استقلت عن المملكة المتحدة عام 1968.                                                                       |
| المكسيك                     |                                | سبتمبر 16           | استقلت عن إسبانيا عام 1810.                                                                               |
| مولدوفا                     |                                | أغسطس 27            | استقلت عن الاتحاد السوفيتي عام 1991.                                                                      |
| منغوليا                     |                                | نوفمبر 26           | استقلت عن الصين عام 1921.                                                                                 |
| الجبل الأسود                |                                | مايو 21             | الاستقلال عن صربيا عام 2006.                                                                              |
| المغرب                      |                                | نوفمبر 18           | استقلت عن فرنسا وإسبانيا عام 1956.                                                                        |
| موزمبيق                     |                                | يونيو 25            | استقلت عن البرتغال عام 1975.                                                                              |
| ميانمار                     |                                | يناير 4             | استقلت عن المملكة المتحدة عام 1948.                                                                       |
| ناميبيا                     |                                | مارس 21             | استقلت عن جنوب أفريقيا عام 1990.                                                                          |
| نيكاراغوا                   |                                | سبتمبر 15           | استقلت عن إسبانيا عام 1821.                                                                               |
| النيجر                      |                                | أغسطس 3             | استقلت عن فرنسا عام 1960.                                                                                 |
| نيجيريا                     |                                | أكتوبر 1            | استقلت عن المملكة المتحدة عام 1960.                                                                       |
| النرويج                     |                                | مايو 17             | التوقيع على الدستور النرويجي عام 1814.                                                                    |
| باكستان                     |                                | أغسطس 14            | استقلت عن المملكة المتحدة عام 1947.                                                                       |
| بنما                        |                                | نوفمبر 28           | استقلت عن إسبانيا عام 1821، يحتفل أيضاً في 3 نوفمبر بذكرى الانفصال عن كولومبيا عام 1903.                   |
| بابوا غينيا الجديدة         |                                | سبتمبر 16           | استقلت عن أستراليا عام 1975.                                                                              |
| باراغواي                    |                                | مايو 15             | استقلت عن إسبانيا عام 1811.                                                                               |
| بيرو                        |                                | يوليو 28            | استقلت عن إسبانيا عام 1821.                                                                               |
| الفلبين                     |                                | يونيو 12            | استقلت عن الولايات المتحدة عام 1898.                                                                      |
| بولندا                      |                                | نوفمبر 11           | استعادة استقلال بولندا في 1918 بعد 123 عام من التقسيم.                                                    |
| البرتغال                    |                                | ديسمبر 1            | استقلت عن إسبانيا عام 1640.                                                                               |
| قطر                         |                                | ديسمبر 18           | بداية حكم الشيخ جاسم بن حمد آل ثاني عام 1978.                                                             |
| روسيا                       |                                | نوفمبر 4            | تم الاحتفال بهذا اليوم لأول مرة عام 2005 ويمثل يوم دحر القوات البولندية من موسكو عام 1612.                |
| رومانيا                     |                                | مايو 9              | الاستقلال عن الدولة العثمانية عام 1877.                                                                   |
| رواندا                      |                                | يوليو 1             | الاستقلال عن بلجيكا عام 1962.                                                                             |
| سانت كيتس ونيفيس            |                                | سبتمبر 19           | استقلت عن المملكة المتحدة عام 1983.                                                                       |
| ساو تومي وبرينسيب           |                                | يوليو 12            | الاستقلال عن البرتغال عام 1975.                                                                           |
| صربيا                       |                                | فبراير 15           | أولى مقاومات الدولة العثمانية عام 1804.                                                                   |
| سيشل                        |                                | يونيو 29            | استقلت عن المملكة المتحدة عام 1976.                                                                       |
| سيراليون                    |                                | أبريل 27            | استقلت عن المملكة المتحدة عام 1961.                                                                       |
| سنغافورة                    |                                | أغسطس 9             | الانفصال عن ماليزيا عام 1965.                                                                             |
| جزر سليمان                  |                                | يوليو 7             | استقلت عن المملكة المتحدة عام 1978.                                                                       |
| سلوفاكيا                    |                                | يوليو 17            | إعلان الاستقلال عام 1991.                                                                                 |
| سوريا                       |                                | أبريل 17            | استقلت عن فرنسا عام 1946. ويعرف محليا ب"عيد الجلاء"                                                       |
| سلوفينيا                    |                                | ديسمبر 26 ويونيو 25 | استقلت عن يوغسلافيا عام 1991.                                                                             |
| الصومال                     |                                | يونيو 26 يوليو 1    | استقلت شمال الصومال عن المملكة المتحدة بتاريخ 26 يونيو واستقل جنوب الصومال عن إيطاليا في 1 يوليو عام 1960 |
| جنوب إفريقيا                |                                | ديسمبر 11           | استقلت عن المملكة المتحدة عام 1931.                                                                       |
| جنوب السودان                |                                | يوليو 9             | استقلت عن السودان عام 2011.                                                                               |
| سريلانكا                    |                                | فبراير 4            | استقلت عن المملكة المتحدة عام 1948.                                                                       |
| سورينام                     |                                | نوفمبر 25           | استقلت عن هولندا عام 1975.                                                                                |
| إسواتيني                    |                                | سبتمبر 6            | استقلت عن المملكة المتحدة عام 1968.                                                                       |
| السودان                     |                                | يناير 1             | استقلت عن بريطانيا عام 1956.                                                                              |
| السويد                      |                                | يونيو 6             | تم انتخاب الملك غوستاف فاستا ملكاً عام 1523.                                                               |
| سويسرا                      |                                | أغسطس 1             | حلف ضد الإمبراطورية الرومانية المقدسة عام 1291.                                                           |
| طاجيكستان                   |                                | سبتمبر 9            | استقلت عن الاتحاد السوفيتي عام 1991.                                                                      |
| العراق                      |                                | 3 أكتوبر            | استقلت عن المملكة المتحدة 1932.                                                                           |
| تنزانيا                     |                                | ديسمبر 9            | إعلان الاستقلال عن المملكة المتحدة عام 1961.                                                              |
| ترينيداد وتوباغو            |                                | أغسطس 31            | استقلت عن المملكة المتحدة عام 1962.                                                                       |
| تونغا                       |                                | يونيو 4             | لم تستعمر تونغا مطلقاً لكن يحتفل في 4 يونيو بعيد ميلاد الملك.                                              |
| توغو                        |                                | أبريل 27            | استقلت عن فرنسا عام 1960.                                                                                 |
| تونس                        |                                | مارس 20             | استقلت عن فرنسا عام 1956.                                                                                 |
| أوكرانيا                    |                                | يناير 22 أغسطس 24   | الاستقلال عن روسيا 1918. ; استقلت عن الاتحاد السوفيتي عام 1991.                                           |
| الإمارات العربية المتحدة    | يوم الأتحاد                    | ديسمبر 2            | استقلت عن المملكة المتحدة عام 1971.                                                                       |
| الولايات المتحدة            |                                | يوليو 4             | استقلت عن مملكة بريطانيا العظمى عام 1776.                                                                 |
| الأوروغواي                  |                                | أغسطس 25            | استقلت عن البرازيل عام 1825.                                                                              |
| أوزبكستان                   |                                | سبتمبر 1            | استقلت عن الاتحاد السوفيتي عام 1991.                                                                      |
| فانواتو                     |                                | يوليو 30            | استقلت عن المملكة المتحدة وفرنسا عام 1980.                                                                |
| الفاتيكان                   |                                | فبراير 11           | توقيع المعاهدة مع إيطاليا 1929.                                                                           |
| فنزويلا                     |                                | يوليو 5             | استقلت عن إسبانيا عام 1811.                                                                               |
| فيتنام                      |                                | سبتمبر 2            | استقلت عن فرنسا واليابان عام 1945.                                                                        |
| اليمن                       |                                | نوفمبر 30           | إعلان استقلال جنوب اليمن عن المملكة المتحدة عام 1967.                                                     |
| زامبيا                      |                                | أكتوبر 24           | إعلان الاستقلال عن المملكة المتحدة عام 1964.                                                              |
| زيمبابوي                    |                                | أبريل 18            | استقلت عن المملكة المتحدة عام 1980.                                                                       |

- الاستقلال
- الوطن